# アイゼンヒュッテンシュタット
アイゼンヒュッテンシュタット (ドイツ語: Eisenhüttenstadt)は、ドイツのブランデンブルク州オーダー＝シュプレー郡の都市。人口は約24,000人。

## 地理
ポーランドとの国境であるオーデル川に面している。アイゼンヒュッテンシュタット近辺から、オーデル川と首都ベルリンを流れるシュプレー川とを結ぶオーデル・シュプレー運河が分かれている、ベルリンからは120キロメートルほど離れている。

## 歴史
元々アイゼンヒュッテンシュタットのあった場所は第二次世界大戦の終わりまで都市は存在せず、近くにフュルステンベルク (オーダー)(Fürstenberg  (Oder))とシェーンフリース(Schönfließ)という2つの小さな集落があるのみであった。
戦後この地はドイツ民主共和国（東ドイツ）領となったが、東ドイツ政府によって製鉄所を中心として、周りに居住地域を配した計画都市を建設することになり、大都市から離れ、水運や鉄道の便にも恵まれたこの地が選ばれた。
当初は「製鉄コンビナート近郊都市」と暫定的に呼ばれていたが、1953年にソビエト連邦の最高指導者スターリンが没した際、彼を記念して「スターリンの都市」を意味する「スターリンシュタット (Stalinstadt)」と命名された 。

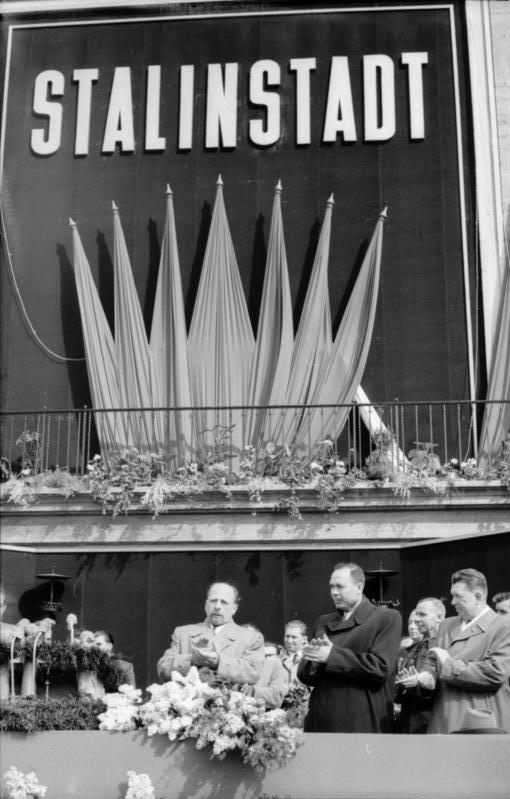
「スターリンシュタット」の命名式に臨むドイツ社会主義統一党書記長ヴァルター・ウルブリヒトとイワン・イリイチェフソ連大使
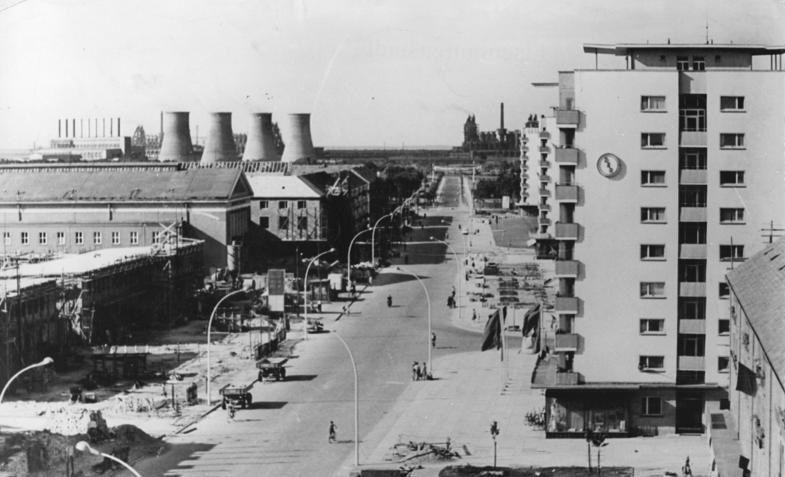
建設工事中の「レーニン大通り」の街路。奥に製鉄所が見える。
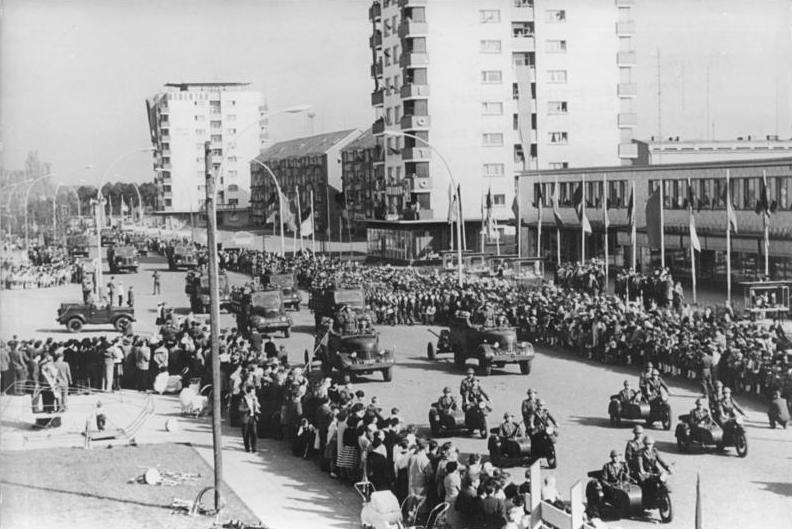
東ドイツ建国12周年の記念パレード(1961年)
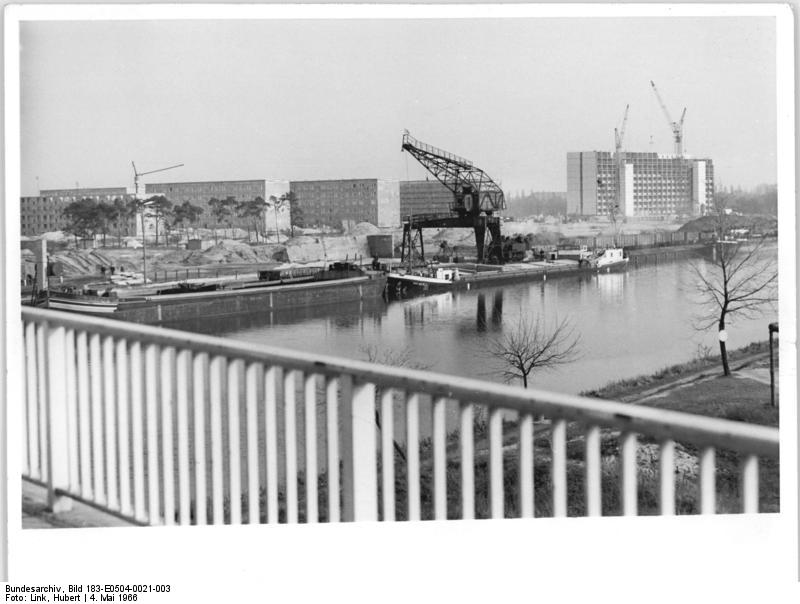
建設される集合住宅(1966年)

しかし、1956年にソ連でスターリン批判が起こり、スターリンへの個人崇拝が否定されるようになったため、1961年に「製鉄所の都市」を意味する「アイゼンヒュッテンシュタット」に改称され（なお、スターリンの語も「鋼鉄」の意味を含む）、その際にフュルステンベルクとシェーンフリースもアイゼンヒュッテンシュタットに吸収合併された。
以後、製鉄コンビナートである「東部製鉄コンビナート」(Eisenhüttenkombinat Ost.　通称:EKO  2017年現在はアルセロール・ミッタルグループのアルセロール・ミッタル・アイゼンヒュッテンシュタット)の労働者のための住宅が整備されていき、式典が開催できる巨大広場・マギストラーレと呼ばれる大通り、7つの居住区、商業施設などが整備され、発展を遂げた。1960年代、この都市の労働者は優遇され、普通では10年は待たないと購入出来なかった大衆車・トラバントが5-6年で手に入り、自転車なども不足しなかったという。第二次大戦直後には人口わずか1,200人であった地域が、1988年には人口5万3千人を擁する工業都市になっていた。
しかし、1989年に東ドイツの社会主義統一党・一党独裁政権を率いていたホーネッカー書記長が東欧革命のうねりの中で失脚し、同年11月にはベルリンの壁が崩壊した。翌1990年に東西ドイツが統一すると、アイゼンヒュッテンシュタットはその存在意義を失った。統一の翌年の1991年には3つの溶鉱炉の操業が停止されたことなどから人口が流出し、2008年には3万4千人にまで減少したため、東ドイツ時代の集合住宅を取り壊し、都市の縮小化を進めている。その際は、1987年に完成した第7居住区から取り壊された。一番新しい居住区から取り壊されたのは、第7居住区が市の中心部から遠く、また東ドイツ末期は経済状態が悪化していたため、建設された住宅も他の地区より劣悪であったためである。

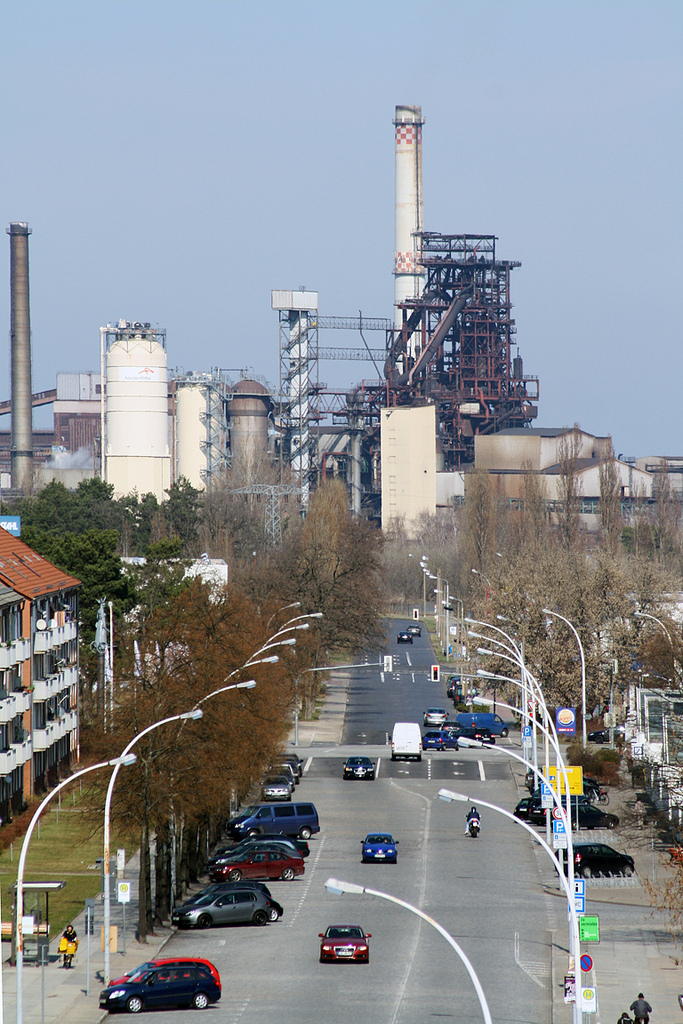
製鉄所(2014年)
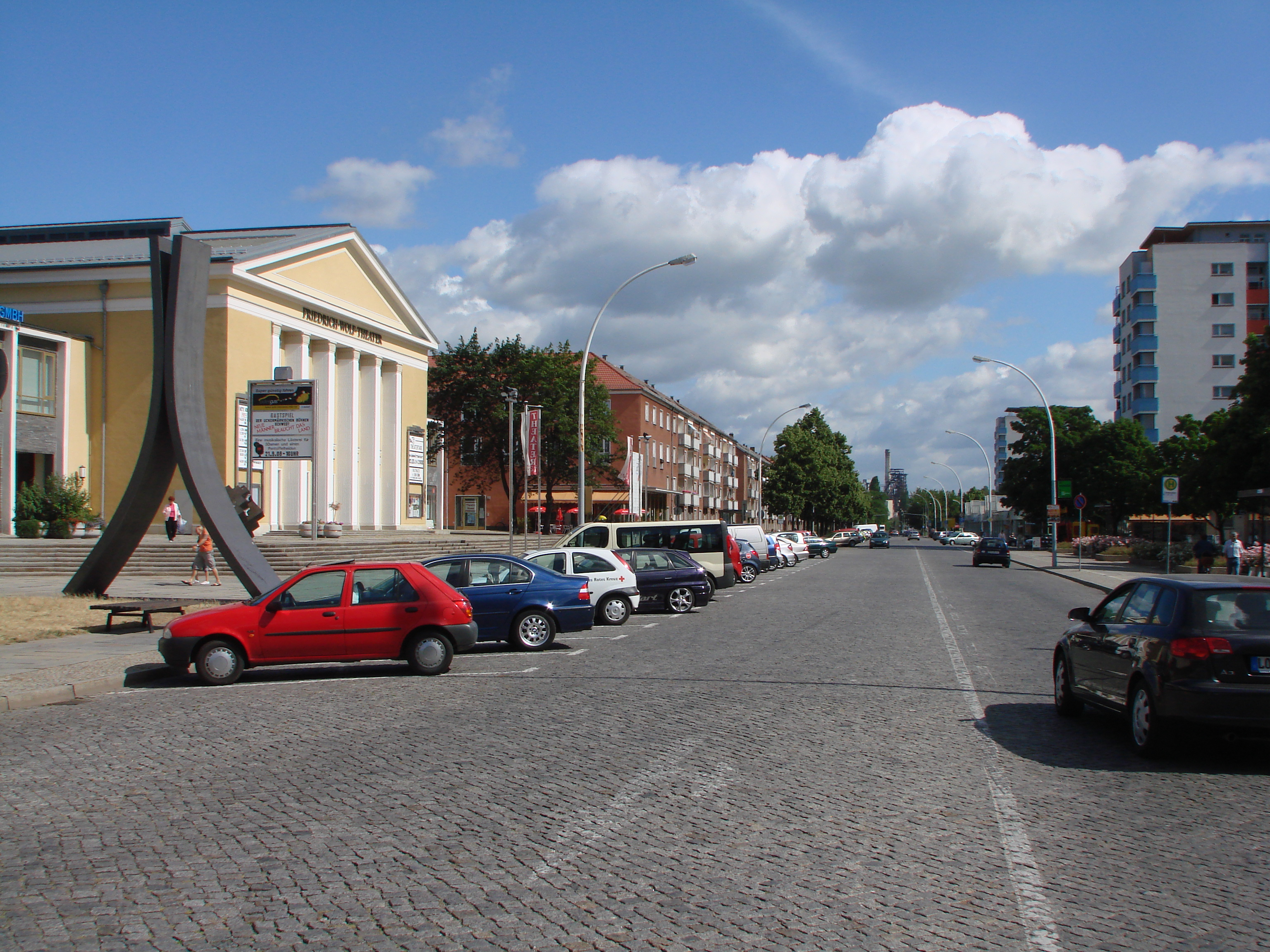
市の中心部
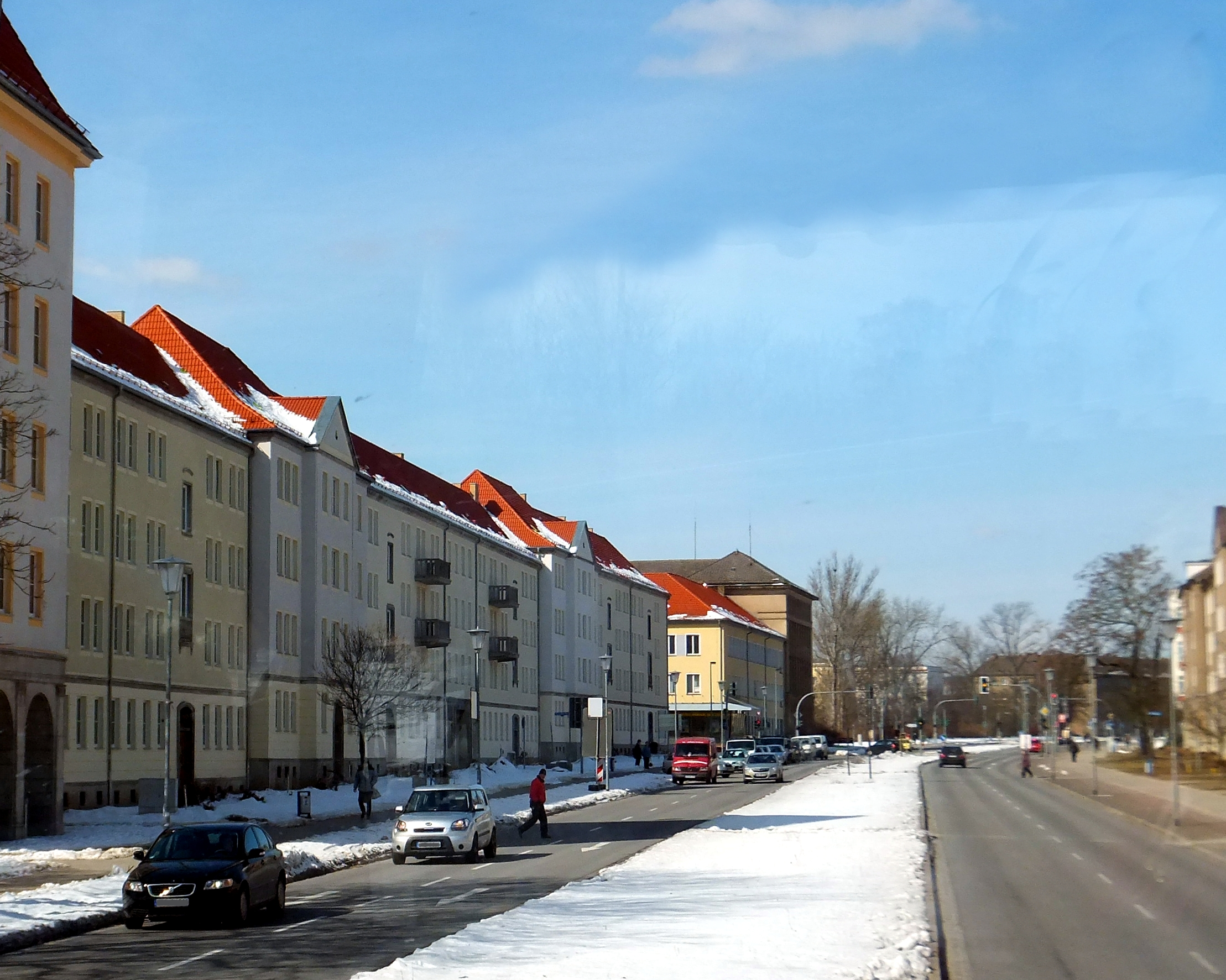
共和国通り(2013年)
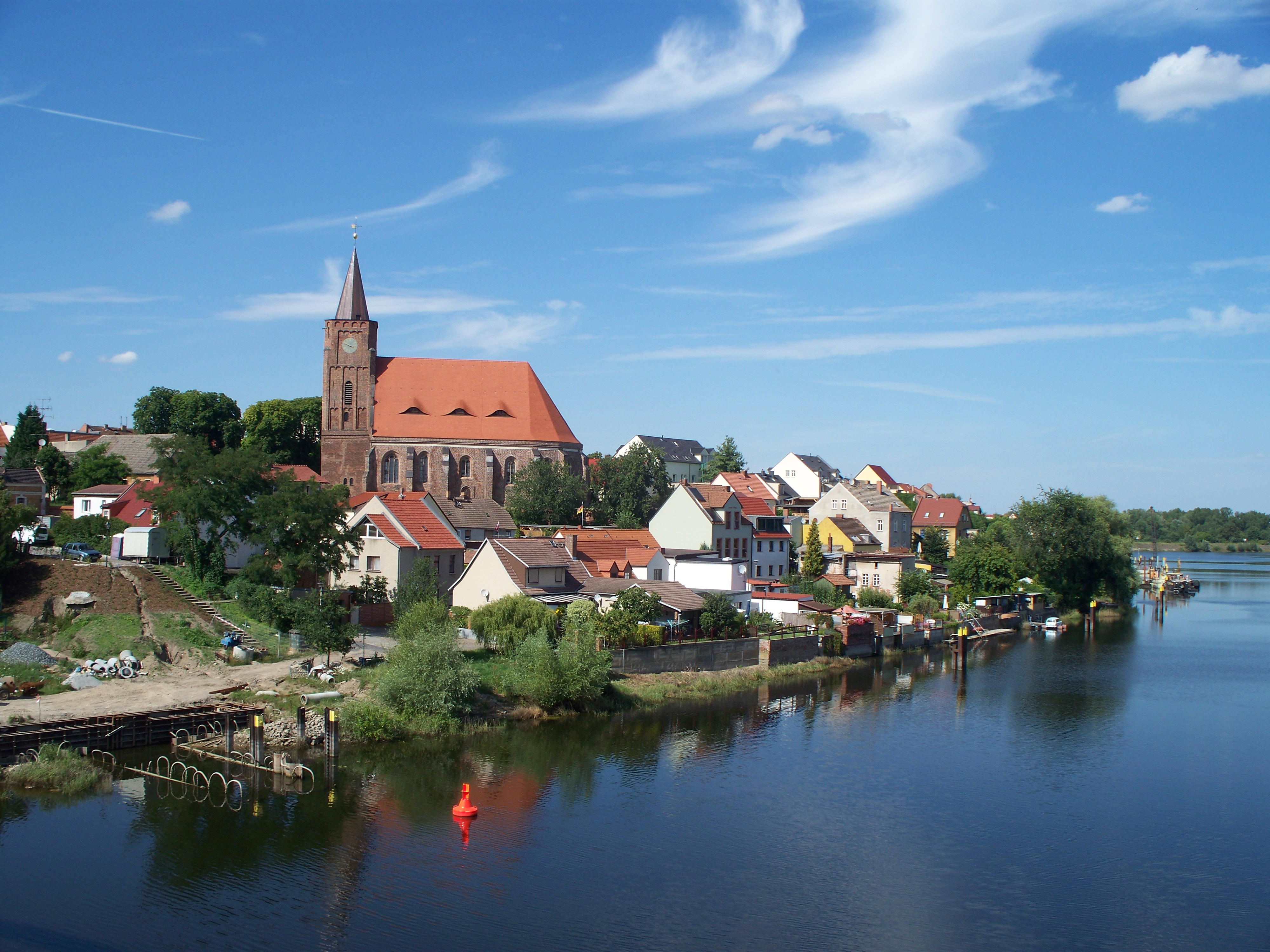
アイゼンヒュッテンシュタット建設前から存在していた、フュルステンベルク地区

- 1875年以降のアイゼンヒュッテンシュタットの人口増減。灰地がナチス・ドイツ時代、赤地が東ドイツ時代
- 2000年以降のアイゼンヒュッテンシュタットの人口減少

## 経済
- アルセロール・ミッタル・アイゼンヒュッテンシュタット（ドイツ語版）

## 交通

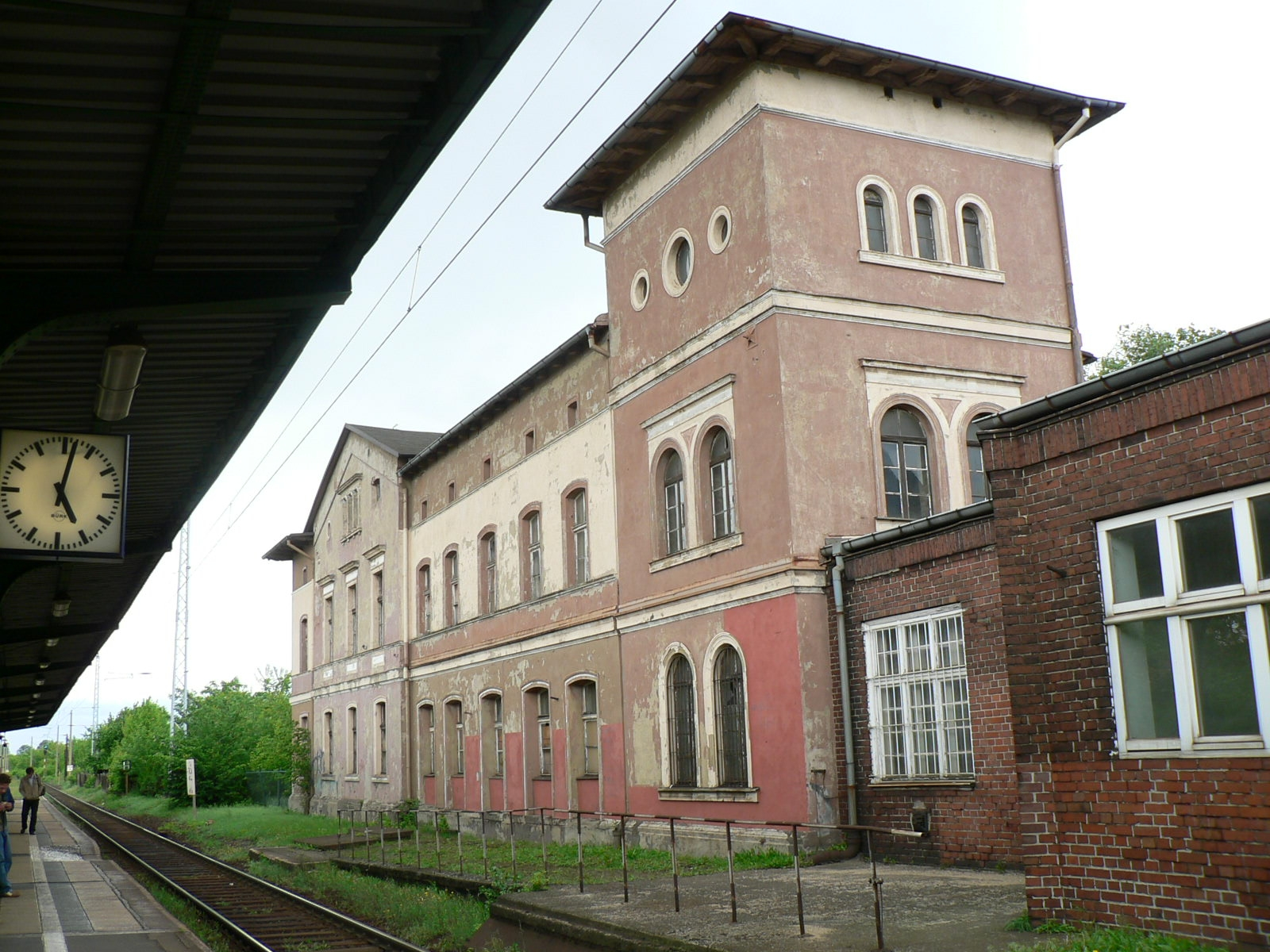
アイゼンヒュッテンシュタット駅

- 連邦道路112号線（ドイツ語版）
- 連邦道路246号線（ドイツ語版）
- ドイツ鉄道ベルリン - グーベン線アイゼンヒュッテンシュタット駅（ドイツ語版）

## 文化
- 東ドイツ日常文化記録センター (Dokumentationszentrum Alltagskultur der DDR)

## 姉妹都市
- ディミトロフグラード（英語版） (ブルガリア)
- ドランシー（フランス)
- グウォグフ(ポーランド)
- ザールルイ（ドイツ・ザールラント州)